# Clarck N'Sikulu
Clarck N'Sikulu (Lilla, 10 luglio 1992) è un calciatore francese di origini congolesi, centrocampista del Beauvais.

## Carriera
Ha esordito in Ligue 1 con l'Évian TG nella stagione 2012-13, giocando 6 partite.